# DVD-RW DL
Il DVD-RW DL è un tipo di disco ottico riscrivibile a due strati (Dual Layer) della capacità di 8,5 GB. Si tratta di un formato sviluppato dalla JVC che è stato approvato dal DVD Forum il 12 settembre 2006 e costituisce il diretto rivale del DVD+RW DL.
Il disco è composto da due strati sovrapposti ognuno dei quali ha una capacità di memorizzazione di quasi 4,7 GB. A rendere tali strati riscrivibili è una tecnologia proprietaria a cambio di fase. Tale supporto è garantito per circa 150 riscritture prima di diventare inutilizzabile, ed è stato progettato per poter equivalere, una volta scritto o riscritto, ad un DVD-9 ed essere quindi pienamente compatibile in lettura con qualunque lettore DVD da tavolo. Per la sua scrittura e riscrittura, al contrario, sarà necessario l'acquisto di un masterizzatore appositamente compatibile, quando ne inizierà la commercializzazione.
Attualmente, alla data dell'agosto 2009, i relativi supporti non sono di fatto reperibili sul mercato.